# Лабуан
Лабуа́н (малайск. Labuan / لابوان) — федеральная территория, входящая в состав Малайской Федерации. В состав территории входит несколько островов, главный из которых носит то же название Лабуан. Лабуан известен как офшорный банковский центр, использующий преимущества положения между Малайзией (Сабах), султанатом Бруней и Филиппинами. Административный центр — город Бандар-Лабуан.

## География

Федеральная Территория Лабуан состоит из острова Пулау-Лабуан (75 км²) и шести меньших островов (Пулау-Бурунг, Пулау-Даат, Пулау-Кураман, Пулау-Папан, Пулау-Русукан-Кечил, Пулау-Русукан-Бесар), общая площадь всех островов — 92 км². Острова находятся в 8 км от побережья острова Калимантан.

## История
Лабуан был частью индуистской империи Маджапахит, и в XIV веке попал во владения Брунейского султаната.
В 1840 году англичане стали использовать прежде необитаемый остров для операций против пиратов, а потом для базы подводной телеграфной линии между Сингапуром и Гонконгом. В 1848 году остров стал английской колонией.
С 1 января 1890 года остров вошёл в колонию Северного Борнео (см. Сабах).
Во время Второй мировой войны остров был оккупирован японцами с декабря 1941 по июнь 1945 года. С 1942 г. и до конца войны остров носил название Пулау-Майда («остров Майда», яп. 前田島, Маэда-сима) в честь погибшего на острове командующего японскими силами генерала Тосинари Маэды, и позже освобождён австралийскими войсками.
С 1963 года вошёл в состав штата Сабах Малайзии.
В 1984 году Лабуан был объявлен федеральной территорией, власть была передана центральному правительству. С 1990 года он был объявлен международным офшорным финансовым центром и свободной торговой зоной.

## Население
Население территории — 86 908 человек (2010), преимущественно малайцы, меньшинство составляют китайцы, филиппинцы, индийцы, бугис, баджау.

## Налоги и международный финансовый центр
В октябре 1990 года в Лабуане был учрежден международный офшорный финансовый центр. С 2010 года понятие «офшор» полностью исчезло из всех актов и названий Лабуана на фоне общемировой борьбы с офшорами. Координацию и регулирование в сфере специальных услуг на Лабуане осуществляет Лабуанское Управление финансовых услуг (Labuan Financial Services Authority) .
В 2008 году на Лабуане зарегистрировалось 6868 компаний из 85 стран, тогда как десять лет назад было зарегистрировано 2211 компаний. Этой весной лондонская организация Тах Justice Network, пытающаяся положить конец процветанию налоговых гаваней, проанализировала работу дочерних фирм 195 крупных публичных компаний из США, Великобритании, Нидерландов и Франции. На Лабуане были зарегистрированы 104 дочерние фирмы, принадлежащие этим транснациональным компаниям. Это означает, что всего за несколько лет Лабуан обогнал Панаму (85 дочерних структур) и остров Мэн (94) и приближается к Гернси (122) и Багамам (143). Исследование включало результаты анализа таких корпораций, как Kraft и Procter & Gamble, проведенного Управлением государственной ответственности США.
Лабуан — это открытый порт, в котором не взимаются налог с оборота, добавочный подоходный налог, акцизные пошлины, экспортные-импортные сборы. Лабуанские компании, не ведущие торговую деятельность, не платят налоги. Ведущие торговую предпринимательскую деятельность лабуанские компании платят 3 % с чистой аудированной прибыли или налог в размере RM (малайзийских ринггитов) 20 000. По правилам налогообложения лабуанская компания может быть резидентом Малайзии и потому пользоваться положениями определённого договора об избежании двойного налогообложения. По выбору компании можно платить 3%-й налог на чистую прибыль или же заплатить по твердой ставке RM 20 000 в год, и таким образом будет снято требование о назначении бухгалтера-ревизора и о представлении проверенных финансовых отчетов.
Лабуан, как регион Малайзии, участвует в более чем 40 соглашениях о предупреждении двойного налогообложения. Другой стороной этих соглашений являются следующие страны: Албания, Австралия, Австрия, Бангладеш, Бельгия, Канада, Китай, Чехия, Дания, Финляндия, Франция, Германия, Венгрия, Индия, Индонезия, Италия, Япония, Корея, Мальта, Маврикий, Монголия, Нидерланды, Новая Зеландия, Норвегия, Пакистан, Папуа-Новая Гвинея, Филиппины, Польша, Румыния, Саудовская Аравия, Россия, Сингапур, Шри-Ланка. Судан, Швеция, Швейцария, Таиланд, Турция, ОАЭ, Великобритания, Вьетнам, Югославия и Зимбабве.
См. А. С. Захаров, Первый перевод на русский язык Акта Малайзии 445 1990 года «О налоге на офшорную предпринимательскую деятельность Лабуана» [P.U.(B) 589/1990] с изменениями и в редакции Акта Малайзии А1366 [P.U.(B) 63/2010].